# Рудні родовища
Рудні родовища — ділянки земної кори, в надрах або на поверхні яких є рудні поклади, за своїми розмірами, якістю і умовами залягання придатні для промислової розробки. 

## Загальний опис
Рудні родовища можуть складатися з одного або декількох рудних тіл.
Виділяється вісім головних епох рудоутворення:
- архейська,
- ранньопротерозойська,
- середньопротерозойська,
- ранньорифейська,
- пізньорифейська,
- каледонська,
- герцинська,
- альпійська.

Рудні родовища відомі серед утворень седиментогенної, магматогенної і метаморфогенної серій корисних копалин.
Серед рудних родовищ виділяють родовища чорних металів, легких, кольорових, рідкісних, благородних і радіоактивних металів, а також розсіяних і рідкісноземельних елементів.
До родовищ руд чорних металів належать родовища руд заліза, манґану, хрому, титану і ванадію.
Родовища руд легких металів представлені родовищами алюмінієвих руд; кольорових металів — родовищ руд міді, свинцю і цинку, нікелю, стибію; рідкісних металів — родовищ руд олова, вольфраму, молібдену, ртуті, берилію, літію, танталу і ніобію.
Рудні родовища благородних металів представлені родовищами руд золота, платиноїдів і срібла; радіоактивних руд — родовища руд урану, торію і радію.
Рудні родовища розсіяних елементів (актиній, гафній, ґалій, ґерманій, індій, кадмій, протактиній, реній, рубідій, селен, скандій, талій, телур, цезій та ін.) представлені родовищами седиментогенної, магматогенної і метаморфогенної серій.
Родовища руд рідкісноземельних елементів церієвої та ітрієвої груп самостійно не існують.